# 송준길의 묘
송준길의 묘(宋浚吉의 墓)는 대한민국 대전광역시 서구 원정동에 있다. 1989년 3월 18일 대전광역시의 문화재자료 제15호로 지정되었다.

## 개요
조선 후기의 문신이자 학자인 동춘당(同春堂) 송준길(1606∼1672) 선생의 묘소이다.
어려서부터 율곡 이이(李珥)의 학문을 따라 공부하였고 20세에는 김장생의 문하생이 되었다. 효종과 같이 북벌 계획 도중 김자점의 밀고로 벼슬에서 물러났다가 후에 대사헌이 되었다. 1659년 병조판서로 송시열과 같이 자의대비의 복상문제로 논란 중 승리하여 우참찬, 이조판서가 되었으나 벼슬에서 물러났다.
우암 송시열과 종친이면서 학문 경향을 같이 한 성리학자로 이이의 학문을 지지하였다. 특히 예학에 밝았고 글씨와 문장에도 능했으며, 저서로는『어록해』·『동춘당집』이 있다.
송준길의 묘는 충청남도 연기군에 있었으나 후에 충청남도 공주시 등 여러 곳으로 옮겨졌다가 숙종 26년(1700년) 이곳으로 이장되어 오늘에 이르렀다. 현재의 묘비는 이곳으로 이장한 후에 세워진 것으로, 외손자인 판서 민진후가 글을 짓고 증손자인 현령 송요좌가 글씨를 쓴 것이다.

## 같이 보기
- 송준길

## 참고 자료
- 송준길의 묘 - 국가유산청 국가유산포털